# Cordia chaetodonta
Cordia chaetodonta là loài thực vật có hoa trong họ Mồ hôi. Loài này được Melch. mô tả khoa học đầu tiên năm 1932.